# Saint-Jean-Saint-Nicolas
Saint-Jean-Saint-Nicolas település Franciaországban, Hautes-Alpes megyében. Lakosainak száma 1090 fő (2022. január 1.). Saint-Jean-Saint-Nicolas Ancelle, Chabottes, Champoléon, Orcières, Saint-Léger-les-Mélèzes és Saint-Michel-de-Chaillol községekkel határos.

## Népesség
A település népessége az elmúlt években az alábbi módon változott:
| Lakosok száma | 695  | 823  | 865  | 909  | 980  | 997  | 1041 | 1075 | 1075 | 1090 |
|               | 1968 | 1982 | 1990 | 2006 | 2013 | 2015 | 2017 | 2019 | 2020 | 2022 |